# Jiri Koski
Jiri Koski (født 20. april 1995) er en finsk målmand, der er på udviklingskontrakt hos den danske fodboldklub Vejle Boldklub.
Han skrev d. 9. juli 2013 under med Vejle Boldklub på en såkaldt udviklingskontrakt. Denne indebærer at Jiri træner og spiller for Vejles U19-hold, men agerer reserve for 1. holdet. Kontrakten løber på to år, hvoraf det første er som udviklingsspiller og det andet år er en traditionel kontrakt.  Grundet Kristian Fæstes skadesproblemer i efteråret 2013, har Jiri været i førsteholdstruppen flere gange. Dog alle uden at komme på banen.
Jiri startede sin karriere i den finske klub FC Vaajakoski. Han skiftede senere til Klubi-04, der fungerer som reservehold for Helsingin Jalkapalloklubi. 
D. 9. juli 2013 annoncerede Jiri på sin twitter-profil, at han havde skrevet kontrakt med Vejle Boldklub. 